# StartUp
StartUp ist eine US-amerikanische Krimi-Serie von Ben Ketai, die am 6. September 2016 auf Crackle debütiert hat.
Die Serie wurde bisher weder abgesetzt, noch gibt es eine Bestätigung für eine 4. Staffel.

## Handlung
Bankier Andy Talman hat Geld von dubiosen Quellen gestohlen und will dieses nun, da das FBI in Person des korrupten Agenten Phil Rask auf ihn aufmerksam geworden ist, verstecken und involviert dafür seinen Sohn Nick Talman. Nick investiert das schmutzige Geld in das Startup der kubanoamerikanischen Programmiererin Izzy Morales, die eine revolutionäre Software für eine unabhängige digitale Währung entwickelt hat. Zusammen mit Ronald Dacey, einem Gangster aus Little Haiti, dem ein Teil des gestohlenen Geldes gehört, gründen die beiden ein Startup, um diese Idee umzusetzen.
Handlungsort der Serie ist vor allem Miami.

## Besetzung und Synchronisation
Die deutschsprachige Synchronisation entstand bei der Scalamedia in Berlin. Verfasser der Dialogbücher der Episoden waren Stephanie Kellner, Matthias Lange, Katja Schneider, J. Christopher Rospleszcz, Paul Kaiser und Christian Kähler. Dialogregie führten Cornelia Meinhardt und Karim El Kammouchi.

### Hauptrollen
| Rolle                          | Darsteller     | Synchronsprecher |
| ------------------------------ | -------------- | ---------------- |
| Nick Talman                    | Adam Brody     | Benedikt Gutjan  |
| Ronald Dacey                   | Edi Gathegi    | Marcel Collé     |
| Isabel „Izzy“ Morales          | Otmara Marrero | Esra Vural       |
| Phil Rask, FBI-Agent           | Martin Freeman | Manuel Straube   |
| Wes Chandler                   | Ron Perlman    | Tilo Schmitz     |
| Mara Chandler, Tochter von Wes | Addison Timlin |                  |
| Rebecca Stroud, NSA-Agentin    | Mira Sorvino   |                  |

### Nebenrollen
| Rolle                              | Darsteller          | Synchronsprecher          |
| ---------------------------------- | ------------------- | ------------------------- |
| Taylor, Freundin von Nick Talman   | Ashley Grace        | Patrizia Carlucci         |
| Tamara Dacey, Ronalds Frau         | Kristen Ariza       | Daniela Thuar             |
| Touie Dacey, Ronalds Sohn          | Kelvin Harrison Jr. | Sebastian Kluckert        |
| Marta Morales, Izzys Mutter        | Jenny Gago          | Cornelia Meinhardt        |
| Adolfo Morales, Izzys Vater        | Tony Plana          | Bernd Vollbrecht          |
| Andrew „Andy“ Talman, Nicks Vater  | Carl Weintraub      | Rüdiger Joswig            |
| Maddie Pierce, FBI-Agentin         | Jocelin Donahue     | Shandra Schadt            |
| Alex Bell                          | Aaron Yoo           | Constantin von Jascheroff |
| Vera                               | Vera Cherny         | Nicole Hannak             |
| Rance, Izzys Netzwerkadministrator | Joshua Leonard      |                           |

## Episodenliste

### Staffel 1
| Nr. | Englischer Titel | Ausstrahlung USA  | Regie       | Drehbuch                             | Deutscher Titel | Ausstrahlung Deutschland |
| --- | ---------------- | ----------------- | ----------- | ------------------------------------ | --------------- | ------------------------ |
| 1   | Seed Money       | 6. September 2016 | Ben Ketai   | Ben Ketai                            | --              | 8. November 2016         |
| 2   | Ground Floor     | 6. September 2016 | Ben Ketai   | Ben Ketai                            | --              | 8. November 2016         |
| 3   | Proof of Concept | 6. September 2016 | Luis Prieto | Ben Dubash                           | --              | 8. November 2016         |
| 4   | Angel Investor   | 6. September 2016 | Luis Prieto | Scott Gold                           | --              | 8. November 2016         |
| 5   | Buyout           | 6. September 2016 | Ben Ketai   | Ben Ketai                            | --              | 8. November 2016         |
| 6   | Bootstrapped     | 6. September 2016 | Luis Prieto | Sharon Lennon, Josh Corbin           | --              | 8. November 2016         |
| 7   | Valuation        | 6. September 2016 | Luis Prieto | Josh Corbin                          | --              | 8. November 2016         |
| 8   | Pro Rata         | 6. September 2016 | Ben Ketai   | Josh Corbin                          | --              | 8. November 2016         |
| 9   | Hostile Takeover | 6. September 2016 | Ben Ketai   | Scott Gold, Paul Leyden, Josh Corbin | --              | 8. November 2016         |
| 10  | Recapitalization | 6. September 2016 | Ben Ketai   | Ben Ketai                            | --              | 8. November 2016         |

### Staffel 2
| Folge | Titel            | Regie          | Drehbuch         | Ausstrahlung       |
| ----- | ---------------- | -------------- | ---------------- | ------------------ |
| 1     | Disruption       | Olly Blackburn | Ben Ketai        | 28. September 2017 |
| 2     | Bleeding Edge    | Olly Blackburn | Josh Corbin      | 28. September 2017 |
| 3     | Early Adopters   | Olly Blackburn | Francesca Sloane | 28. September 2017 |
| 4     | Loss             | Olly Blackburn | Nate Crocker     | 28. September 2017 |
| 5     | Pivot            | Olly Blackburn | Mac Marshall     | 28. September 2017 |
| 6     | Liabilities      | Ben Ketai      | Josh Corbin      | 28. September 2017 |
| 7     | Growth Hacking   | Ben Ketai      | Ben Ketai        | 28. September 2017 |
| 8     | Opportunity Cost | Ben Ketai      | Leo Sardarian    | 28. September 2017 |
| 9     | Leverage         | Ben Ketai      | Josh Corbin      | 28. September 2017 |
| 10    | Soul Proprietor  | Ben Ketai      | Ben Ketai        | 28. September 2017 |

### Staffel 3
| Folge | Titel                      | Regie             | Drehbuch        | Ausstrahlung      |
| ----- | -------------------------- | ----------------- | --------------- | ----------------- |
| 1     | Neuausrichtung             | Ben Ketai         | Ben Ketai       | 15. November 2018 |
| 2     | Das Kräftemessen           | Andrew Neel       | Ticona S. Joy   | 15. November 2018 |
| 3     | Feuerprobe                 | Andrew Neel       | Alejandra López | 15. November 2018 |
| 4     | Wertminderung              | Andrew Neel       | Josh Corbin     | 15. November 2018 |
| 5     | Streuung                   | Timothy A. Burton | Barry L. Levy   | 15. November 2018 |
| 6     | Legitimation               | Timothy A. Burton | Josh Corbin     | 15. November 2018 |
| 7     | Beschränkte Haftung        | Ben Ketai         | Ben Ketai       | 15. November 2018 |
| 8     | Alter Ronnie, neuer Ronnie | Ben Ketai         | Ben Ketai       | 15. November 2018 |
| 9     | Das Virus                  | Ben Ketai         | Barry L. Levy   | 15. November 2018 |
| 10    | Ernten, was man sät        | Ben Ketai         | Ben Ketai       | 15. November 2018 |

## Ausstrahlung
Die Premiere der Serie fand am 6. September 2016 in den USA statt.
In Deutschland ist die Serie seit dem 8. November 2016 auf Amazon Video und seit 1. Juni 2021 auf Netflix verfügbar. Als Video-on-Demand ist die Fernsehserie auch bei MagentaTV verfügbar.

## Rezeption
„Die Besetzung dürfte nicht ganz billig gewesen sein, der Serienschöpfer ist weitgehend unbekannt, das Thema auf den ersten Blick nicht allzu massentauglich. Mit seinem interessanten Genre- und Themenmix könnte die Serie aber durchaus einige Anhänger von HBO- oder AMC-Dramen an sich binden. Vorausgesetzt, sie sind bereit, etwas Geduld aufzubringen, bis sich die zunächst verwirrend nebeneinander herlaufenden Handlungsstränge zusammenfügen – und über die im Piloten etwas zu offensichtlich zur Schau gestellten Oberflächlichkeiten hinwegzusehen.“